# Les Lilas
Les Lilas è un comune francese di 22 610 abitanti situato nel dipartimento della Senna-Saint-Denis nella regione dell'Île-de-France.

## Società

### Evoluzione demografica
Abitanti censiti

## Amministrazione

### Gemellaggi
- Völklingen, dal 1984